# Самуель Янг
Самуель Болвін Маркс Янг (англ. Samuel Baldwin Marks Young; 9 січня 1840, Піттсбург — 1 вересня 1924, Гелена) — американський воєначальник, генерал-лейтенант армії США, 1-й начальник штабу армії США (1903—1904). Учасник Індіанських, Громадянської, Іспансько-американської та Філіппінсько-американської війн.

## Біографія
Військова кар'єра
- 25 квітня 1861 — рядовий (добровольці США)
- 6 вересня 1861 — капітан (добровольці)
- 20 вересня 1862 — майор (добровольці)
- 1 травня 1864 — підполковник (добровольці)
- 25 червня 1864 — полковник (добровольці)
- 9 квітня 1865 — бригадний генерал (добровольці)
- 11 травня 1866 — перший лейтенант (регулярна армія)
- 28 липня 1866 — капітан (регулярна армія)
- 2 квітня 1883 — майор (регулярна армія)
- 16 серпня 1892 — підполковник (регулярна армія)
- 19 червня 1897 — полковник (регулярна армія)
- 4 травня 1898 — бригадний генерал (добровольці)
- 8 липня 1898 — генерал-майор (добровольці)
- 2 січня 1900 — бригадний генерал
- 2 лютого 1901 — генерал-майор
- 8 серпня 1903 — генерал-лейтенант

Самуель Болвін Маркс Янг народився в Піттсбурзі, штат Пенсільванія, у сім'ї Джона Янга-молодшого і Ханни Скотт Янг. Він здобув освіту в коледжі Джефферсона (нині Коледж Вашингтона та Джефферсона) і одружився з Маргарет Макфадден в 1861 році.
У квітні 1861 року з початком Громадянської війни Самуель Янг поступив рядовим добровольцем на військову службу до 12-го Пенсільванського піхотного полку. Протягом усієї війни він відмінно бився у війні в лавах Потомакської армії Союзу і був чотири рази поранений у 1864 та 1865 роках. У вересні 1861 року йому було присвоєне звання капітана 4-го Пенсільванського кавалерійського полку. Протягом останніх днів Аппоматтокській кампанії служив у командуванні бригади в кавалерійському корпусі. 1 липня 1865 року він був переведений з добровольців.
Після громадянської війни він знову приєднався до регулярної армії як перший лейтенант у травні 1866 року, а в липні 1866 року був підвищений до капітана 8-го кавалерійського полку. 11 грудня 1866 року президент Ендрю Джонсон запропонував на знак визнання його заслуг під час облоги Пітерсбурга та Аппоматтокській кампанії присвоїти Янгу звання бригадного генерала добровольців США. 6 лютого 1867 року Сенат США підтвердив присвоєння генеральського звання.
У ході Індіанських війн Янг з відзнакою продовжував службу, брав участь у бойових діях проти індіанського племен. У 1897 році присвоєне звання полковника.
На початку бойових дій з Іспанією у травні 1898 року він був підвищений до бригадного генерала добровольців. На Кубі під час війни він командував однією з двох кавалерійських бригад, які входили до складу кавалерійської дивізії під керівництвом генерал-майора Джозефа Вілера. До складу бригади Янга входили 1-й добровольчий кавалерійський полк Теодора Рузвельта. У липні 1898 року, після перемоги американців у битві при Сан-Хуан-Гілл, Янг прийняв командування кавалерійською дивізією Вілера з присвоєнням йому звання генерал-майор добровольців. Він командував цією ж дивізією на Кубі після кампанії в Сантьяго під час іспансько-американської війни.
Під час Філіппінсько-американської війни він повернувся до звання бригадного генерала добровольців і командував бригадами в Північному окрузі Лусона, військовим губернатором якого був призначений.
З лютого 1901 по березень 1902 року він командував військовим округом Каліфорнії з бази Президіо Сан-Франциско. У серпні 1903 року у зв'язку з реорганізацією системи управління та створенням нової системи Генерального штабу, генерал Янг був призначений першим начальником штабу армії США; на цій посаді він був до виходу на пенсію в січні 1904 року.
Самуель Янг помер 1 вересня 1924 року у своєму будинку в Гелені, столиці штату Монтана, і був вшанований державним похороном у Вашингтоні. Похований на Арлінгтонському національному кладовищі.